# Kfar Vradim
Kfar Vradim (hebrejsky כְּפַר וְרָדִים, doslova vesnice růží, v oficiálním přepisu do angličtiny Kefar Weradim) je místní rada (malé město) v Izraeli, v Severním distriktu.

## Geografie
Leží v nadmořské výšce 574 metrů v hornaté krajině Horní Galileji. Město se nachází jižně od města Ma'alot-Taršicha, cca 110 kilometrů severovýchodně od centra Tel Avivu a cca 32 kilometrů severovýchodně od centra Haify.
Je položeno na jižních svazích vrchů Har Me'ona a Har Mejchal, jež ho oddělují od Ma'alot-Taršicha. Na západní straně se pozvolna svažuje zalesněný terén členěný několika sezónními toky. Jde o vádí Nachal Jechi'am a Nachal Maš'an. Na jižní straně pokračuje náhorní planina s nevýrazným pahorkem Har Eškar, která pak přechází do prostoru průmyslové zóny Tefen.
Kfar Vradim je situován v hustě osídleném pásu, přičemž osídlení v tomto regionu je smíšené. Vlastní Kfar Vradim obývají Židé, stejně jako sousední město Ma'alot-Taršicha, s nímž tvoří aglomeraci, které ale má i arabskou část populace. Na jižní a východní straně od města se rozkládá region s demografickou převahou Arabů a arabsky mluvících Drúzů.
Kfar Vradim je na dopravní síť napojen pomocí lokální silnice číslo 854. Jihovýchodně od města na ní leží velká průmyslová zóna Tefen.

## Dějiny
Kfar Vradim byl založen v roce 1984. Šlo o soukromou iniciativu skupiny investorů okolo Stefa Wertheimera, který se také podílel na založení nedaleké průmyslové zóny Tefen. Mělo jít o komfortní rezidenční bydlení využívající blízkost průmyslové zóny. Výstavbu města prováděla společnost Kefar Weradim Development Company, ve které měla kromě Wetheimera podíl i skupina budoucích obyvatel. V roce 1993 byl Kfar Vradim povýšen na místní radu (malé město). V městě fungují školská zařízení pro cca 1000 žáků.
Během druhé libanonské války v roce 2006 dopadlo na město 25 raket vypálených hnutím Hizballáh z Libanonu.

## Demografie
Podle údajů z roku 2005 tvořili Židé 98,1 % populace Kfar Vradim a včetně "ostatních" tedy nearabských obyvatel židovského původu ale bez formální příslušnosti k židovskému náboženství 99,2 %.
Jde o menší sídlo městského typu se stagnující populací. K 31. prosinci 2017 zde žilo 5500 lidí. Územní plán zde počítá s výhledovou populací 12 000 lidí. V roce 2012 schválila plánovací komise Severního distriktu záměr výstavby více než 1800 bytových jednotek v Kfar Vradim, čímž by se populace města měla rozrůst v příštích 20 letech o více než 50 %. Environmentalistické organizace plánovanou expanzi zástavby kritizovaly. Vadilo jim zejména narušení souvislé volné krajiny a lesních ploch a také charakter navrhované zástavby, která má být rozptýlená s nízkou hustotou.
| Rok            | 1995  | 2000  | 2002  | 2003  | 2004  | 2005  | 2006  | 2007  | 2008  | 2009  | 2010  | 2011  | 2012  | 2013  | 2014  | 2015  | 2016  | 2017  |
| -------------- | ----- | ----- | ----- | ----- | ----- | ----- | ----- | ----- | ----- | ----- | ----- | ----- | ----- | ----- | ----- | ----- | ----- | ----- |
| Počet obyvatel | 2 500 | 4 500 | 5 000 | 5 200 | 5 400 | 5 500 | 5 700 | 5 700 | 5 809 | 5 500 | 5 600 | 5 600 | 5 700 | 5 600 | 5 500 | 5 400 | 5 600 | 5 500 |